# Andrena punjabensis
Andrena punjabensis är en biart som beskrevs av Cameron 1908. Andrena punjabensis ingår i släktet sandbin, och familjen grävbin. Inga underarter finns listade i Catalogue of Life.